# Стоун, Эдуард Дьюрелл
Эдуард Дьюрелл Стоун (англ. Edward Durell Stone; 9 марта 1902[…], Фейетвилл, Арканзас — 6 августа 1978[…], Нью-Йорк, Нью-Йорк) — американский архитектор и дизайнер.

## Биография
Эдуард Дьюрелл Стоун родился 9 марта 1902 года в городе Фейетвилле, где и провёл свои юные годы. Высшее образование он получил на архитектурном факультете в университете родного города и присоединился там к студенческому братству Сигма Ню (ΣΝ) основанному при Военном институте Виргинии в 1869 году. Он продолжил обучение в Гарварде и Массачусетском технологическом институте, но не получил там учёной степени, однако двухлетняя стипендия дала ему возможность путешествовать по Европе, где Стоун был впечатлен новой архитектурой и прежде всего зданиями, спроектированными в интернациональном стиле.

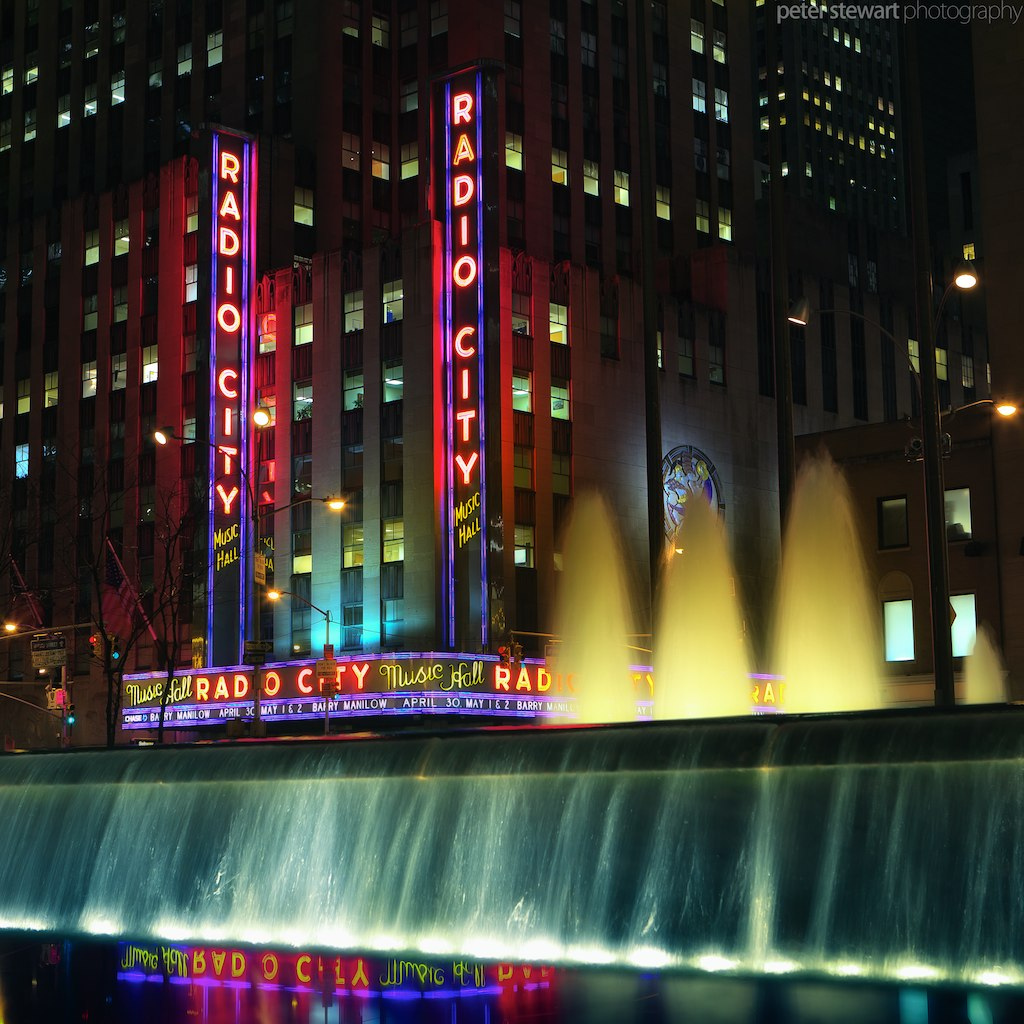
Мюзик-холл «Радио-сити»

Вернувшись в Соединенные Штаты Америки в 1929 году он поселился на Манхэттене. Нанятый архитектурной фирмой «Schultze & Weaver», Стоун спроектировал интерьеры нового отеля Уолдорф-Астория. Впоследствии он работал в Ассоциации архитекторов Рокфеллер-центра и стал главным дизайнером мюзик-холла «Радио-сити».
Эдуард Дьюрелл Стоун стал одним из первых сторонников интернационального стиля в США. Его первой независимой работой стал Дом Ричарда Х. Манделя в Маунт-Киско, Нью-Йорк (1933). За этим последовал дом Ульриха Ковальского, также на горе Киско (1934) и дом Альберта К. Коха в Кембридже, штат Массачусетс (1936). В 1936 году Стоун стал помощником архитектора нового Музея современного искусства в Нью-Йорке, спроектированного в сотрудничестве с Филипом Л. Гудвином. Стоун также спроектировал частную резиденцию для президента MoMA Энсона Гудиера в Олд-Вестбери, штат Нью-Йорк (1938). И Дом Ричарда Х. Манделя, и Дом Энсона Конгера Гудиера были позднее внесены в Национальный реестр исторических мест.

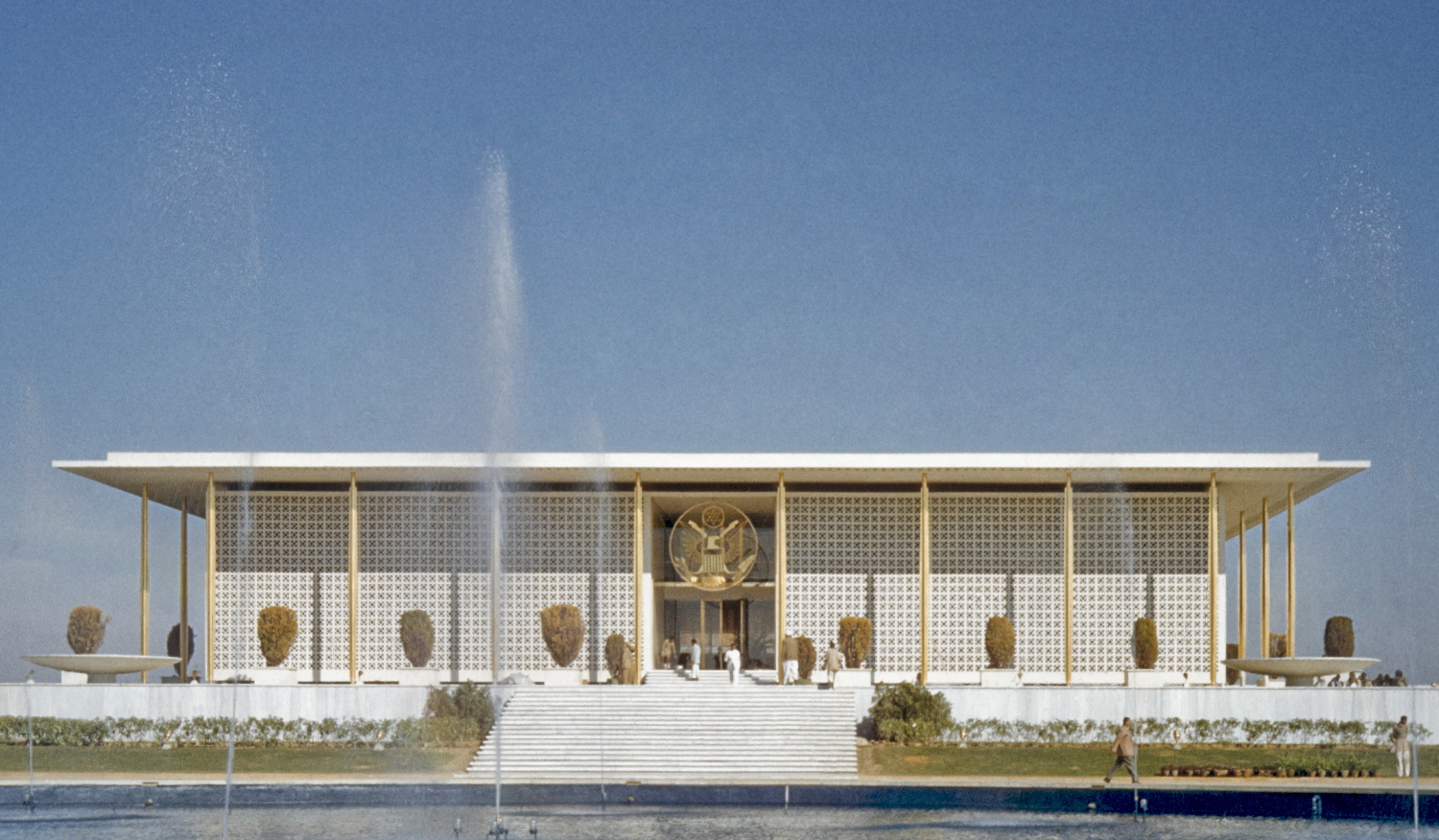
Посольство США в Нью-Дели
(Нью-Дели, Индия)

В начале Второй мировой войны Стоун записался добровольцем в Вооружённые силы США. Ему было присвоено звание майора, и он занимал должность начальника отдела планирования и проектирования ВВС США.
После окончания войны Стоун участвовал в десятках других проектов, самым известным из которых является постройка здания посольства США в Нью-Дели (Индия), которое Фрэнк Ллойд Райт назвал «одним из самых красивых зданий, которые он когда-либо видел», а Американский институт архитекторов отметил своей высшей наградой.
Эдуард Дьюрелл Стоун умер 6 августа 1978 года в городе Нью-Йорке.
Помимо упомянутых выше наград, его творчество было отмечено Римской премией и премией имени Хорейшо Элджера.